# سیارک ۴۸۰۹
سیارک ۴۸۰۹ (به انگلیسی: 4809 Robertball، نامگذاری:1928RB) چهار هزار و هشتصد و نهمین سیارک کشف شده‌است که در ۵ سپتامبر ۱۹۲۸ و در هایدلبرگ کشف شد.